# Metriopelma
Metriopelma es un género de arañas migalomorfas de la familia Theraphosidae. Son originarias de Sudamérica y Centroamérica.  

## Especies
Según The World Spider Catalog 11.0:
- Metriopelma breyeri (Becker, 1878)
- Metriopelma coloratum Valerio, 1982
- Metriopelma drymusetes Valerio, 1982
- Metriopelma familiare (Simon, 1889)
- Metriopelma ledezmae Vol, 2001
- Metriopelma spinulosum F. O. Pickard-Cambridge, 1897
- Metriopelma variegata (Caporiacco, 1955)
- Metriopelma velox Pocock, 1903
- Metriopelma zebratum Banks, 1909